# 翟素
翟素 （？年—？年），会稽郡永寧縣（今浙江省温州城區）人，又名瞿素，东吴烈女。

## 生平
翟素是士族的女儿，住在瞿屿山附近，翟素被聘娶尚未嫁出，一日贼兵突然前来，想要侵犯她。面對刀刃，翟素至死坚决不服从，说：“我可以被杀，但绝不受辱。”。她的婢女名字叫青，跪着请求道：“请别惊吓我家小姐，我愿意代替她。”贼人最终还是杀害了翟素，又想要侵害青。青说：“我想要代替小姐的原因，只是乞求能够保全她的名节生命，现在小姐已经被杀了，我活着还有什么用呢？”于是大骂不止，贼大怒，又杀了青。

## 相关人物
柳朱，会稽郡松阳縣（今浙江省松阳县）的节女。朱育与濮阳兴的对话曾提及翟素与松阳的节女柳朱，称她们为海内之英。